# Cattenbroek
Cattenbroek est un hameau situé dans la commune néerlandaise de Maarssen, dans la province d'Utrecht.